# Serameule
Die Serameule (Tyto almae) ist eine Eulenart aus der Familie der Schleiereulen (Tytonidae). Sie ist auf der Molukkeninsel Seram endemisch. Nachdem 1987 zum ersten Mal ein Foto einer Schleiereule aus dem Nationalpark Manusela auf Seram die Aufmerksamkeit der Fachwelt erregte, wurde am 10. Februar 2012 ein Exemplar der Serameule in einem Japannetz gefangen, fotografiert, vermessen, untersucht und schließlich wieder freigelassen. 2013 wurde diese Art wissenschaftlich beschrieben. Der Artname bezieht sich auf Alma Jønsson, die Tochter von Knud Andreas Jønsson, einen der Erstbeschreiber der Serameule.

## Merkmale
Größenangaben sind nur vom Typusexemplar bekannt. Es hat eine Länge von 30 cm und wiegt 540 g. Die Oberseite, einschließlich des überwiegenden Teils der Oberflügeldecken, ist mit dichten und unregelmäßigen rötlichbraunen Flecken auf einem dunkel ockergelben oder dunkel orangegelben Hintergrund bedeckt. Die rötlichbraunen Markierungen sind am distalen Teil der Federn vorherrschend und zeigen einen zentralen hell gelbbraunen Subterminalfleck oder einen kurzen Strich. Am Oberkopf sind die zentralen Markierungen weiß. Nacken und Obermantel, Schwungfedern und große Flügeldecken zeigen überall die gleiche Färbung, haben jedoch eine deutlich gebänderte Musterung mit einigen wenigen dunklen Tupfen an den hellen Binden. Der Schwanz ist ocker-sandfarben mit fünf rötlichbraunen Binden. Der herzförmige Gesichtsschleier ist hell rosa-zimtfarben mit einem rötlichbraunen Rand um die Augen. Das gesamte Gesicht ist mit einer Krause aus dunkel gelborangenen Federn mit schwarzbraunen Spitzen umgeben. Die Federn der Unterseite, einschließlich der Unterflügeldecken und der Halsfedern, haben weiße Basen. Die unbefiederten Bereiche sind größtenteils ziemlich hell ockergelb mit einigen subterminalen rötlichbraunen Flecken. Die Achselfedern sind mehr rötlichbraun gebändert. Die Iris ist sehr dunkelbraun. Der Schnabel ist hell hornfarben. Die Füße sind dunkelrosa. Die Krallen sind hellgrau. Von der ähnlichen Molukkeneule (Tyto sororcula) unterscheidet sich die Serameule durch eine ockergelbe anstatt einer weißen oder weißlichen Unterseite. Der Bereich vom Oberkopf bis zum Oberrücken hat kurze weiße oder gelbbraune Schaftstreifen. Der mittlere und der untere Rückenbereich sind dunkler gefärbt. Die Bänderung der Schwungfedern und besonders der Schwanzfedern ist sauberer. Die Binden weisen entweder keine oder nur spurenweise dunkle oder helle Tupfen auf. Die Läufe sind länger und vollständig befiedert. Über die juvenilen Vögel liegen keine Informationen vor.

## Lebensraum und Lebensweise
Das Typusexemplar wurde in einem feuchten, moosbedeckten Hochlandwald in einer Höhenlage von 1350 m gefangen. Der Wald ist durch Buchengewächse (dominierende Taxa: Castanopsis buruana und Lithocarpus), Myrtengewächse (dominierende Gattung: Syzygium), Steineibengewächse, Baumfarne, Rattanpalmen, Bambus, nicht-holzige Kletterpflanzen, Epiphyten und Moose charakterisiert. Es wird vermutet, dass die Serameule in geringen Dichten sowohl im Tiefland als auch im Hochland vorkommt. Über ihre Lebensweise ist nichts bekannt.

## Status
Die Serameule steht seit 2014 in der Kategorie „unzureichende Datenlage“ (data deficient) der IUCN. Es sind nur zwei Nachweise bekannt. Eine Fotografie einer 1987 entdeckten Schleiereule, die zuvor irrtümlich für eine Molukkeneule gehalten wurde und das Typusexemplar von Tyto almae aus dem Jahr 2012. Während der vierwöchigen Feldarbeit auf Seram zwischen Januar und Februar 2012 wurden keine weiteren Schleiereulenarten entdeckt, so dass das Verbreitungsgebiet der Molukkeneule auf die Inseln Buru und Tanimbar beschränkt bleibt. Der Wald ist auf Seram noch einigermaßen intakt. Große Lichtungen gibt es nur in den von Menschen besiedelten Regionen entlang der Küste und im Westen der Insel. Der Nationalpark Manusela bedeckt ca. 10 Prozent von Seram und ist wahrscheinlich bedeutend für ein langfristiges Überleben dieser Art. Die wenigen vorhandenen Informationen machen es schwierig, den Gefährdungsstatus einzuschätzen, Waldzerstörung könnte jedoch in Zukunft die wichtigste potenzielle Bedrohung werden. Umfangreiche Forschungsarbeit ist notwendig, um die wichtigsten Details über Vorkommen, den Gefährdungsstatus sowie über den Lebensraum und andere ökologische Anforderungen herauszufinden.